# 존 뮤어 트레일

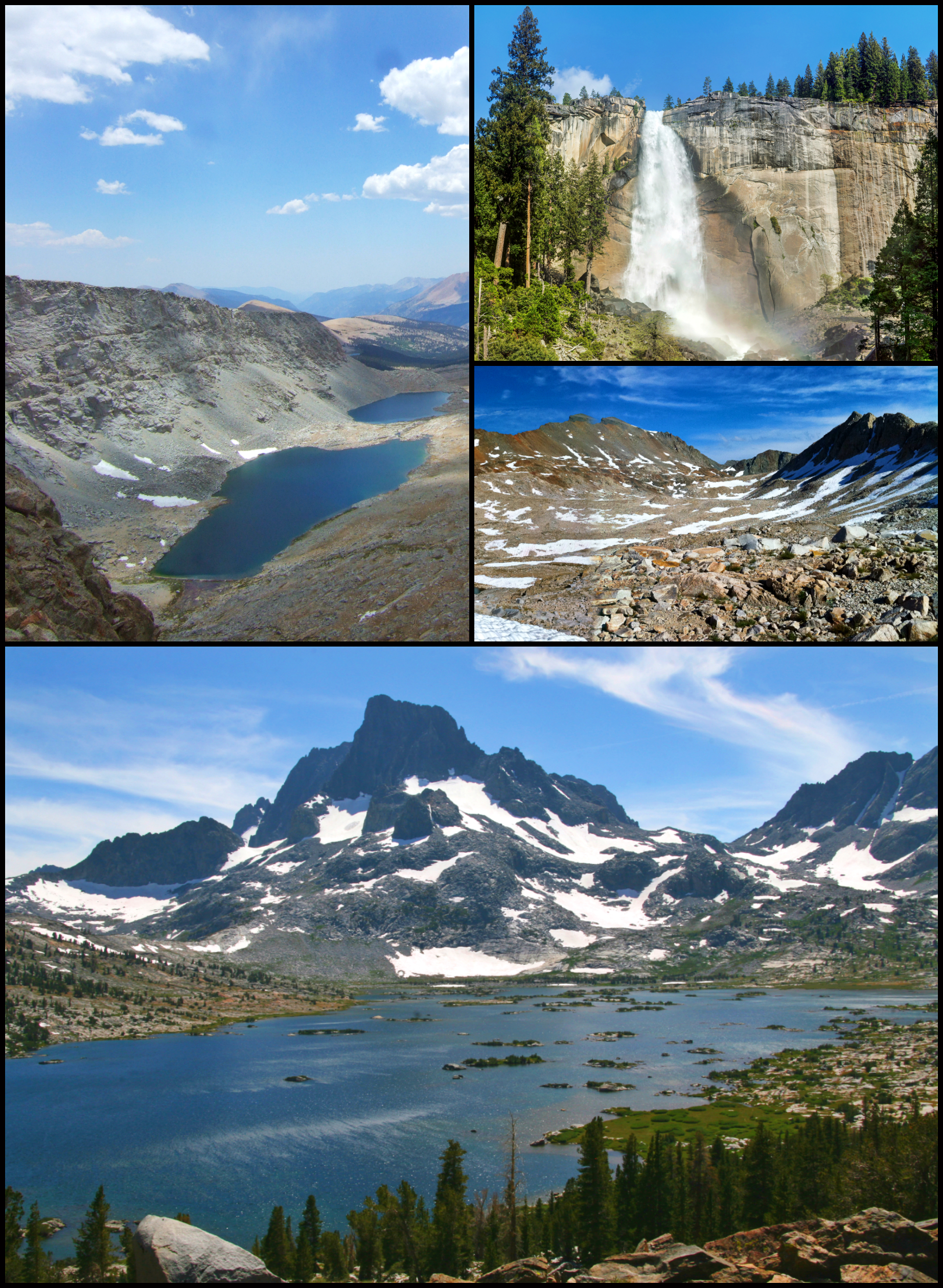

존 뮤어 트레일(John Muir Trail, JMT, Paiute: Nüümü Poyo, N-ue-mue Poh-yo)은 요세미티, 킹스 캐니언, 세쿼이아 국립공원을 통과하는 캘리포니아주 시에라네바다산맥 (미국)의 장거리 트레일이다. 박물학자인 존 뮤어의 이름을 따서 명명되었다.
요세미티 밸리의 해피 아일스(37.7317°N 119.5587°W) 북쪽 종점과 휘트니 산 정상(36.5785°N 118.292°W)에 위치한 남쪽 종점에서 트레일의 길이는 343.9km(213.7마일)이다. 총 고도는 약 14,000m(47,000피트)이다. 트레일의 거의 모든 길이는 하이 시에라(High Sierra) 오지와 황야 지역에 있다. 약 260km(160마일) 동안 트레일은 더 긴 퍼시픽 크레스트 트레일(Pacific Crest Trail)과 일치한다.
트레일의 대부분은 지정된 야생 지역 내에 있다. 트레일은 넓은 고산지대와 높은 산의 경치를 통과하며 거의 전체가 해발 8,000피트(2,400m) 이상에 자리잡고 있다. 이 트레일에서는 매년 약 1,500회의 스루 하이킹 시도가 이루어진다(퍼시픽 크레스트 트레일 스루 하이커 포함). 이는 애팔래치아 트레일의 남쪽 부분이나 세인트 제임스의 길과 같은 비교 가능한 도보 시도 횟수보다 훨씬 적다. 이 길은 "미국에서 가장 유명한 트레일"로 묘사되었다.